# Caazapá
Caazapá – miasto w Paragwaju, w departamencie Caazapá. Według danych na rok 2020 miasto zamieszkiwało 26 619 osób, a gęstość zaludnienia wyniosła 31,7 os./km².

## Historia
Miasto zostało założone w 1607 roku przez Fraya Luisa de Bolañosa. W 1884 roku miasto zostało ogłoszone gminą.

## Położenie
Caazapá położone jest na zachodnim skraju Wyżyny Brazylijskiej. Na północny wschód od miasta znajduje się łańcuch górski Caazapá, będący kontynuacją pasma górskiego Mbaracayú. 

## Demografia
Ludność historyczna:
| Rok                         | 2000  | 2005  | 2010  | 2015  | 2020  |
| --------------------------- | ----- | ----- | ----- | ----- | ----- |
| Ludność                     | 24061 | 24655 | 25285 | 25977 | 26619 |
| Gęstość zaludnienia os./km² | 28,6  | 29,3  | 30,1  | 30,9  | 31,7  |

Ludność według grup wiekowych na rok 2020:
| Wiek                                | 0–9 lat | 10–19 lat | 20–29 lat | 30–39 lat | 40–49 lat | 50–59 lat | 60–69 lat | 70–79 lat | 80+ lat |
| ----------------------------------- | ------- | --------- | --------- | --------- | --------- | --------- | --------- | --------- | ------- |
| Liczba osób w danej grupie wiekowej | 5962    | 5424      | 4723      | 3869      | 2224      | 1868      | 1427      | 735       | 386     |

Struktura płci na rok 2020
| Płeć                         | Mężczyźni | Kobiety |
| ---------------------------- | --------- | ------- |
| Liczba osób w danej płci     | 13221     | 13398   |
| Liczba osób w danej płci w % | 49,7      | 50,3    |

## Gospodarka
W mieście znajduje się kilka zakładów przemysłowych zajmujących się przetwarzaniem miodu, skrobi i trzciny cukrowej.

## Transport
Caazapá znajduje się przy drodze krajowej nr 8, która przecina cały wschodni region Paragwaju z północy na południe.